# Μ's Best Album Best Live! collection
- ラブライブ! > μ's > μ's Best Album Best Live! collection
- ラブライブ! > ラブライブ!のディスコグラフィ > μ's Best Album Best Live! collection

『ラブライブ！μ's Best Album Best Live! collection』（ラブライブ ミューズベストアルバム ベストライブコレクション）は、μ'sのベスト・アルバム。2013年1月9日にLantisから発売された。

## 概要
『ラブライブ!』のベスト・アルバム。『Solo Live!』収録曲を除く、それまでに発表された楽曲全てを収めている。μ'sの2年半に渡る音楽活動の集大成となる作品。
CDのみの通常盤、1st - 5thシングルのPVを収録したブルーレイが付属するBD付通常盤、さらに「ラブライ部員とμ'sのおそろい応援セット」が付録するBD付超豪華盤の3バージョンが発売された。BD付盤のジャケットイラストは2012年11月30日に、通常盤のジャケットイラストは1月6日に公開された。通常盤のイラストが発売直前に公開されたのは、テレビアニメオープニングテーマの映像内でキャラクターが着ているものと同じ衣装をまとったイラストになっていたため。
大ヒットを記念して、2014年7月9日にBD付超豪華盤が再発売された。
キャッチコピーは通常版が「聴いてください… 私たちの、スクールアイドル活動！」。 Blu-ray付通常盤が「私たちμ'sのスクールアイドル活動がぎゅぎゅっと詰まった完全保存盤です」

## チャート成績
2013年1月21日付のオリコン週間ランキングでは初動0.9万枚で週間12位にランクインし、『ラブライブ！』関連楽曲では最高初動および順位（当時）を記録した。その後もロングセラーとなり、発売13週目で3万枚、発売26週目で4万枚、発売41週目で5万枚、発売56週目で6万枚、発売69週目で累計7万枚を突破。
発売79週目となる2014年7月8日付のデイリーランキングでは6位にランクインし、1年半ぶりにデイリー最高順位を更新した。週間では13位と最高順位こそ更新できなかったものの、累計売上は8万枚を突破した。
節目となる発売100週目には累計10万枚を達成。キャラクターによるCD作品の累計10万枚突破としては、史上最も遅い達成となった。
最高位12位・初動0.9万ながら、最終的には176週ランクイン、累計14.5万枚とアニソン史に残る超ロングヒットを記録した。アニメアルバムとしては、『スタジオジブリの歌』（177週）に次ぐ、歴代2位のロングヒット記録となっている。

## 収録内容

### CD
（全作詞：畑亜貴）

#### Disc1
1. 僕らのLIVE 君とのLIFE [5:23]
  - 作曲：山田高弘、編曲：高田暁、歌：μ's
2. 友情ノーチェンジ [4:17]
  - 作曲・編曲：Tron-LM、歌：μ's
3. Snow halation [4:19]
  - 作曲：山田高弘、編曲：中西亮輔、歌：μ's
4. baby maybe 恋のボタン [4:31]
  - 作曲・編曲：山口朗彦、歌：μ's
5. Love marginal [4:34]
  - 作曲：藤末樹、編曲：藤末樹・松坂康司、歌：Printemps
6. sweet&sweet holiday [4:18]
  - 作曲・編曲：山口朗彦、歌：Printemps
7. ダイヤモンドプリンセスの憂鬱 [3:55]
  - 作曲：吉田勝弥、編曲：高田暁、歌：BiBi
8. ラブノベルス [3:42]
  - 作曲・編曲：佐々倉有吾、歌：BiBi
9. 知らないLove*教えてLove [4:00]
  - 作曲：星和生、編曲：福富雅之、歌：lily white
10. あ・の・ね・が・ん・ば・れ！ [4:17]
  - 作曲・編曲：青木多果、歌：lily white
11. 夏色えがおで1,2,Jump! [4:30]
  - 作曲：奥松誠、編曲：高田暁、歌：μ's
12. Mermaid festa vol.1 [4:01]
  - 作曲：俊龍、編曲：渡辺和紀、歌：μ's
13. もぎゅっと“love”で接近中! [5:43]
  - 作曲：増田達行、編曲：A-bee、歌：μ's
14. 愛してるばんざーい! [4:52]
  - 作曲：山田高弘、編曲：清水哲平、歌：μ's

#### Disc2
1. Wonderful Rush [4:44]
  - 作曲・編曲：河田貴央、歌：μ's
2. Oh, Love & Peace! [5:01]
  - 作曲・編曲：黒須克彦、歌：μ's
3. Mermaid festa vol.2 〜Passionate〜 [5:25]
  - 作曲：山崎真吾、編曲：松井望、歌：高坂穂乃果（新田恵海）・星空凛（飯田里穂）
4. Someday of my life [4:27]
  - 作曲・編曲：八重樫ゆう一、歌：高坂穂乃果（新田恵海）
5. 恋のシグナル Rin rin rin! [4:24]
  - 作曲：須田真吾、編曲：安藤高弘、歌：星空凛（飯田里穂）
6. 乙女式れんあい塾 [3:21]
  - 作曲・編曲：佐々木裕、歌：矢澤にこ（徳井青空）・東條希（楠田亜衣奈）
7. まほうつかいはじめました！ [4:03]
  - 作曲・編曲：鈴木裕明、歌：矢澤にこ（徳井青空）
8. 純愛レンズ [4:34]
  - 作曲・編曲：山元祐介、歌：東條希（楠田亜衣奈）
9. 告白日和、です！ [3:38]
  - 作曲・編曲：若林充、歌：南ことり（内田彩）・小泉花陽（久保ユリカ）
10. ぶる〜べりぃ♥とれいん [3:49]
  - 作曲：増田達行、編曲：三浦誠司、歌：南ことり（内田彩）
11. 孤独なHeaven [4:38]
  - 作曲：前口渉、編曲：増田武史、歌：小泉花陽（久保ユリカ）
12. soldier game [3:31]
  - 作曲・編曲：若林充、歌：西木野真姫 (Pile)・園田海未（三森すずこ）・絢瀬絵里（南條愛乃）
13. Daring!! [3:41]
  - 作曲・編曲：近藤圭一、歌：西木野真姫 (Pile)
14. 勇気のReason [3:52]
  - 作曲・編曲：増谷賢、歌：園田海未（三森すずこ）
15. ありふれた悲しみの果て [4:03]
  - 作曲・編曲：佐伯高志、歌：絢瀬絵里（南條愛乃）
16. Listen to my heart!! [4:30]
  - 作曲・編曲：河原嶺旭、歌：にこりんぱな
17. after school NAVIGATORS [4:49]
  - 作曲・編曲：河田貴央、歌：にこりんぱな

### Blu-ray
1. 僕らのLIVE 君とのLIFE [5:32]
2. Snow halation [6:02]
3. 夏色えがおで1,2,Jump! [5:22]
4. もぎゅっと“love”で接近中！ [6:14]
5. Wonderful Rush [6:23]